# Philadelphia

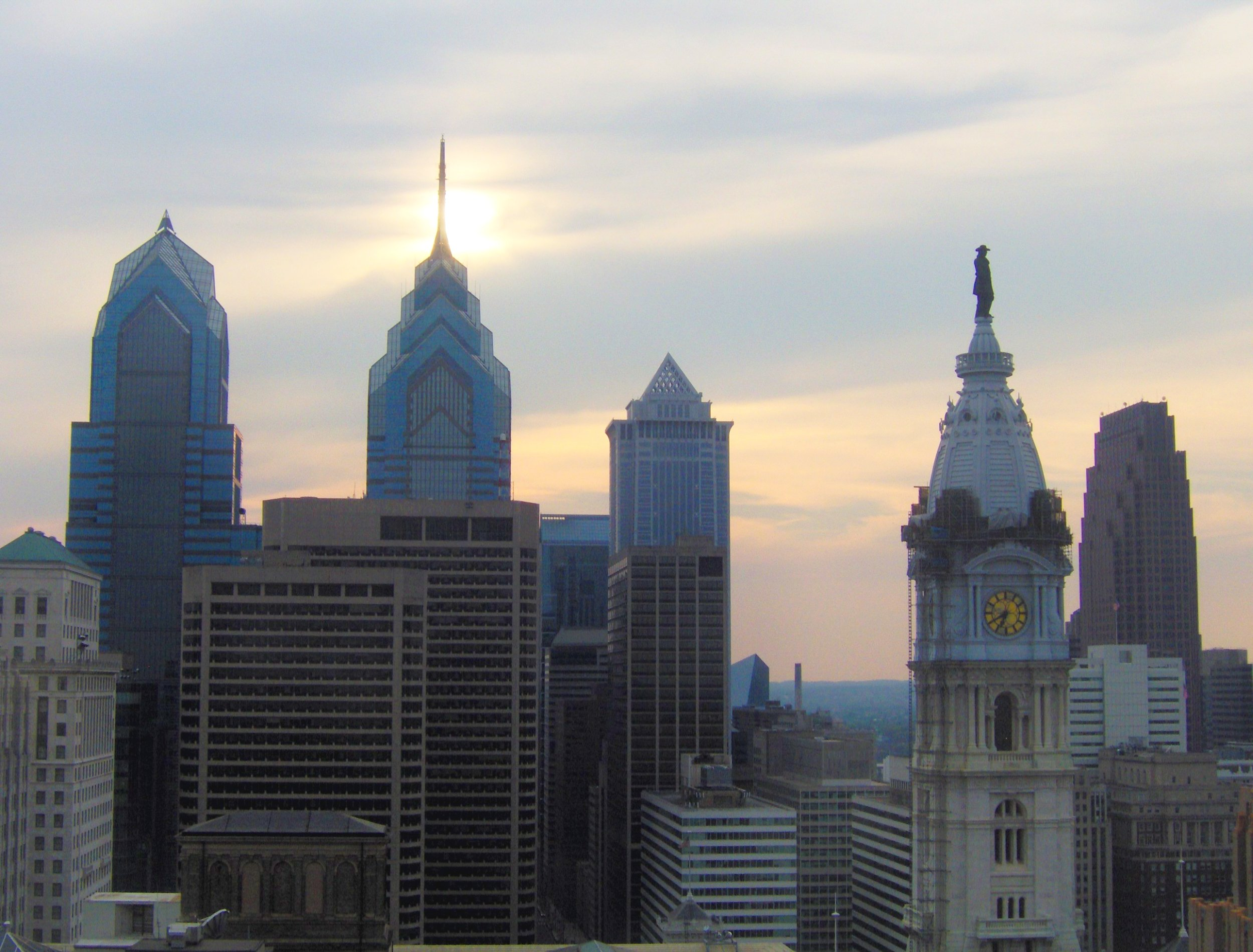
Bầu trời của Philadelphia

Philadelphia (tên thông tục Philly) là một thành phố tại Hoa Kỳ có diện tích 369 km², có nghĩa theo tiếng Hy Lạp là "tình huynh đệ" (Φιλαδέλφεια), là thành phố lớn thứ năm tại Hoa Kỳ và là thành phố lớn nhất trong Thịnh vượng chung Pennsylvania. Dân số thành phố năm 2005 là khoảng 1,56 triệu người , là thành phố lớn thứ 2 ở bờ Đông Hoa Kỳ, là trung tâm thương mại, giáo dục, văn hóa của Hoa Kỳ. Thành phố cách Thành phố New York 46 dặm (trung tâm cách New York 80 dặm), là khoảng cách gần nhất giữa 2 thành phố có dân số trên 1 triệu dân.
Vùng đô thị Philadelphia lớn thứ tư Hoa Kỳ với dân số 5,8 triệu người. Philadelphia là một trong những thành phố quan trọng và cổ xưa nhất của Hoa Kỳ. Trong một giai đoạn ở Thế kỷ 18, Philadelphia là thủ đô thứ 2 và là thành phố đông dân nhất của Hoa Kỳ và là thành phố nói tiếng Anh lớn thứ 2 trên thế giới, sau London. Vào thời kỳ đó, thành phố này hơn hẳn Boston và Thành phố New York về tầm quan trọng về chính trị và xã hội với vai trò đóng góp của Benjamin Franklin.

## Khí hậu
| Dữ liệu khí hậu của Philadelphia 1981−2010 | Dữ liệu khí hậu của Philadelphia 1981−2010 | Dữ liệu khí hậu của Philadelphia 1981−2010 | Dữ liệu khí hậu của Philadelphia 1981−2010 | Dữ liệu khí hậu của Philadelphia 1981−2010 | Dữ liệu khí hậu của Philadelphia 1981−2010 | Dữ liệu khí hậu của Philadelphia 1981−2010 | Dữ liệu khí hậu của Philadelphia 1981−2010 | Dữ liệu khí hậu của Philadelphia 1981−2010 | Dữ liệu khí hậu của Philadelphia 1981−2010 | Dữ liệu khí hậu của Philadelphia 1981−2010 | Dữ liệu khí hậu của Philadelphia 1981−2010 | Dữ liệu khí hậu của Philadelphia 1981−2010 | Dữ liệu khí hậu của Philadelphia 1981−2010 |
| Tháng                                      | 1                                          | 2                                          | 3                                          | 4                                          | 5                                          | 6                                          | 7                                          | 8                                          | 9                                          | 10                                         | 11                                         | 12                                         | Năm                                        |
| ------------------------------------------ | ------------------------------------------ | ------------------------------------------ | ------------------------------------------ | ------------------------------------------ | ------------------------------------------ | ------------------------------------------ | ------------------------------------------ | ------------------------------------------ | ------------------------------------------ | ------------------------------------------ | ------------------------------------------ | ------------------------------------------ | ------------------------------------------ |
| Cao kỉ lục °F (°C)                         | 73 (23)                                    | 79 (26)                                    | 88 (31)                                    | 95 (35)                                    | 97 (36)                                    | 102 (39)                                   | 104 (40)                                   | 106 (41)                                   | 102 (39)                                   | 97 (36)                                    | 84 (29)                                    | 73 (23)                                    | 106 (41)                                   |
| Trung bình ngày tối đa °F (°C)             | 40.3 (4.6)                                 | 43.9 (6.6)                                 | 52.7 (11.5)                                | 63.9 (17.7)                                | 73.8 (23.2)                                | 82.8 (28.2)                                | 87.1 (30.6)                                | 85.3 (29.6)                                | 78.1 (25.6)                                | 66.6 (19.2)                                | 55.9 (13.3)                                | 44.8 (7.1)                                 | 64.6 (18.1)                                |
| Tối thiểu trung bình ngày °F (°C)          | 25.5 (−3.6)                                | 27.7 (−2.4)                                | 34.3 (1.3)                                 | 44.1 (6.7)                                 | 54.0 (12.2)                                | 63.9 (17.7)                                | 69.3 (20.7)                                | 67.8 (19.9)                                | 60.3 (15.7)                                | 48.4 (9.1)                                 | 39.2 (4.0)                                 | 30.0 (−1.1)                                | 47.1 (8.4)                                 |
| Thấp kỉ lục °F (°C)                        | −8 (−22)                                   | −11 (−24)                                  | 5 (−15)                                    | 14 (−10)                                   | 28 (−2)                                    | 45 (7)                                     | 52 (11)                                    | 45 (7)                                     | 36 (2)                                     | 25 (−4)                                    | 9 (−13)                                    | −6 (−21)                                   | −11 (−24)                                  |
| Lượng Giáng thủy trung bình inches (mm)    | 3.03 (77.0)                                | 2.65 (67.3)                                | 3.79 (96.3)                                | 3.56 (90.4)                                | 3.71 (94.2)                                | 3.43 (87.1)                                | 4.35 (110.5)                               | 3.50 (88.9)                                | 3.78 (96.0)                                | 3.18 (80.8)                                | 2.99 (75.9)                                | 3.56 (90.4)                                | 41.53 (1.054,9)                            |
| Lượng tuyết rơi trung bình inches (cm)     | 6.5 (16.5)                                 | 8.8 (22.4)                                 | 2.9 (7.4)                                  | 0.5 (1.3)                                  | 0.0 (0.0)                                  | 0.0 (0.0)                                  | 0.0 (0.0)                                  | 0.0 (0.0)                                  | 0.0 (0.0)                                  | 0.0 (0.0)                                  | 0.3 (0.8)                                  | 3.4 (8.6)                                  | 22.4 (56.9)                                |
| Số ngày giáng thủy trung bình (≥ 0.01 in)  | 10.6                                       | 9.4                                        | 10.5                                       | 11.3                                       | 11.1                                       | 9.8                                        | 9.9                                        | 8.4                                        | 8.7                                        | 8.6                                        | 9.3                                        | 10.6                                       | 118.2                                      |
| Số ngày tuyết rơi trung bình (≥ 0.1 in)    | 4.4                                        | 3.6                                        | 1.8                                        | 0.4                                        | 0.0                                        | 0.0                                        | 0.0                                        | 0.0                                        | 0.0                                        | 0.0                                        | 0.2                                        | 1.8                                        | 12.2                                       |
| Số giờ nắng trung bình tháng               | 155.7                                      | 154.7                                      | 202.8                                      | 217.0                                      | 245.1                                      | 271.2                                      | 275.6                                      | 260.1                                      | 219.3                                      | 204.5                                      | 154.7                                      | 137.7                                      | 2.498,4                                    |
| Nguồn: NOAA (sun 1961–1990)                |                                            |                                            |                                            |                                            |                                            |                                            |                                            |                                            |                                            |                                            |                                            |                                            |                                            |